# Памятник Микаэлю Агриколе
Па́мятник Микаэлю Агриколе — памятник гуманисту и основателю финской письменности лютеранскому епископу Микаэлю Агриколе (ок. 1510—1557), восстановленный в 2009 году на Театральной площади в Выборге, близ Выборгского лютеранского собора Петра и Павла. Первоначально памятник был установлен в 1908 году у входа в Выборгский лютеранский собор, но утрачен во время боёв советско-финляндской войны (1939—1940). Копии памятника установлены в нескольких городах Финляндии.

## История
Микаэль Агрикола получил в Выборге начальное образование. Предполагается также, что он был и похоронен в одном из выборгских соборов.
Инициатива по сбору средств на памятник основоположнику финской литературы была выдвинута ещё в 1860 году, но к осуществлению идеи Финского литературного общества на практике приступили только в 1901 году. Модель памятника епископу, созданная скульптором Эмилем Викстрёмом, была одобрена в 1903 году, а торжественное открытие скульптурной композиции состоялось 21 июня 1908 года. Место для памятника подобрали в самом центре города, перед порталом финской кирхи, спустя некоторое время получившей статус лютеранского кафедрального собора.

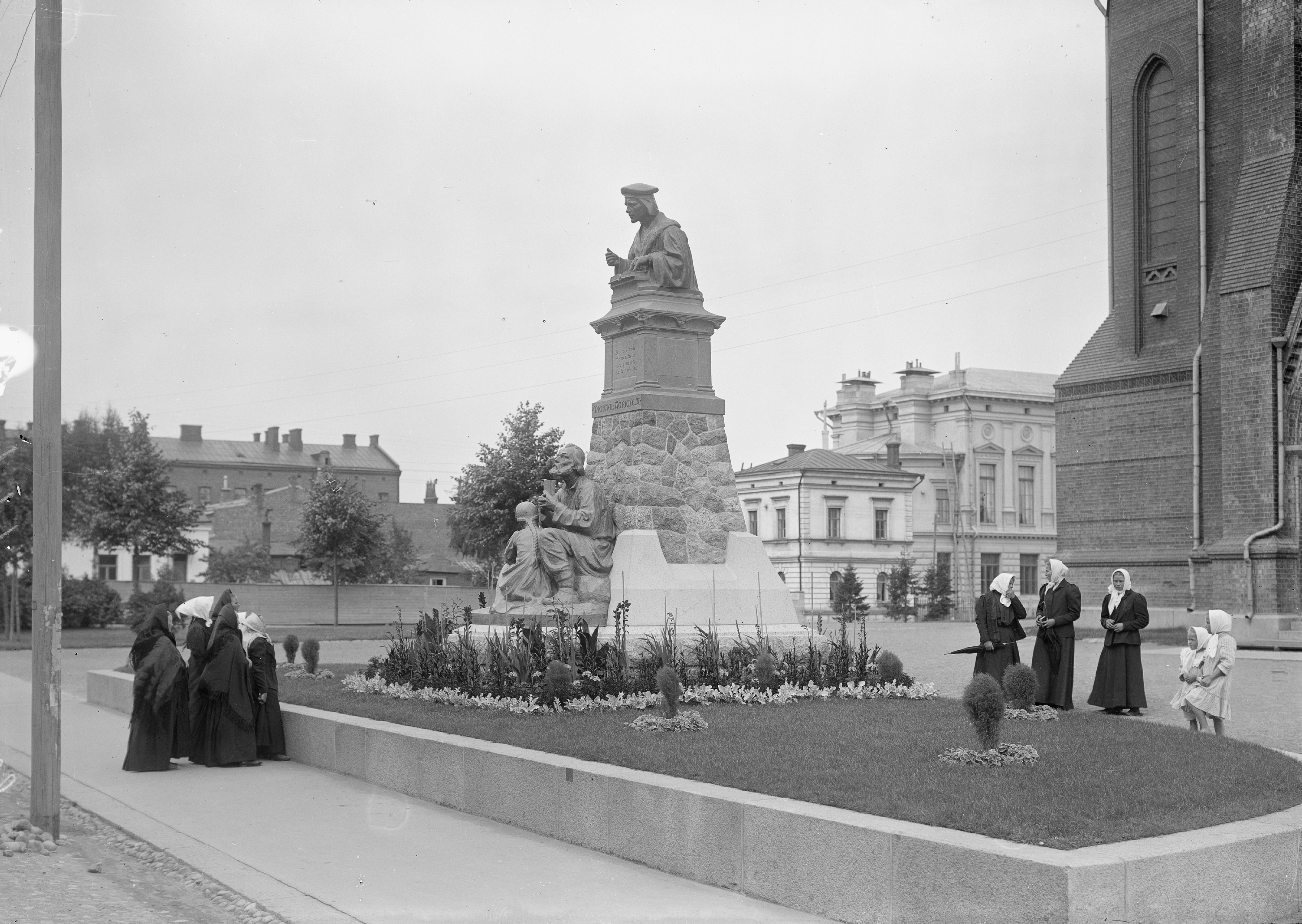
Первоначальный вариант памятника

Прижизненного изображения Микаэля Агриколы не сохранилось, и его внешний вид неизвестен. В связи с этим в Финляндии получили распространение копии выборгского памятника: аналогичные бюсты установлены в Турку (1910 год), в Лахти (1953 год) и в Перная (1959 год).
Используя приём повествовательности, Эмиль Викстрём избрал образ проповедника и наставника с раскрытой книгой. У каменного постамента, напоминающего церковную кафедру, была расположена композиция из двух бронзовых фигур: старик слушает читающую ему девочку. Композиция, включавшая предметы профессиональной принадлежности, была призвана символизировать жизненный круговорот и значение грамотности. Старофинская надпись на постаменте гласила:
Kylle se kwle

Somen kielen

ioca ymmerdä

Kaikein mielen
(«Кто в души всех людей проник, постигнет финский наш язык»).
В последние дни советско-финской войны (1939—1940) финские военнослужащие разобрали бронзовый памятник, чтобы увезти его по частям. Но эти детали бесследно исчезли в военной сумятице. В финской прессе публиковались сведения о том, что скульптура была укрыта в земле, однако поиски в окрестностях посёлка Калинина, проводившиеся представителями выборгской общественности и финскими специалистами в 1989—1990 годах, оказались безрезультатными.
В 1993 году копия с одного из авторских изображений Агриколы была размещена в фойе выборгской городской библиотеки. А с 2009 года бюст установлен у Выборгского лютеранского собора Петра и Павла. При этом на постаменте, который в прежнем виде не восстановлен, на трёх языках приводится библейское изречение: «Блаженны миротворцы» (эта надпись размещена сбоку). Спереди — как и прежде, стихотворная строчка на финском языке «Kylle se kwle Somen kielen ioca ymmerdä Kaikein mielen».

## Изображения реплик бюста в финских городах

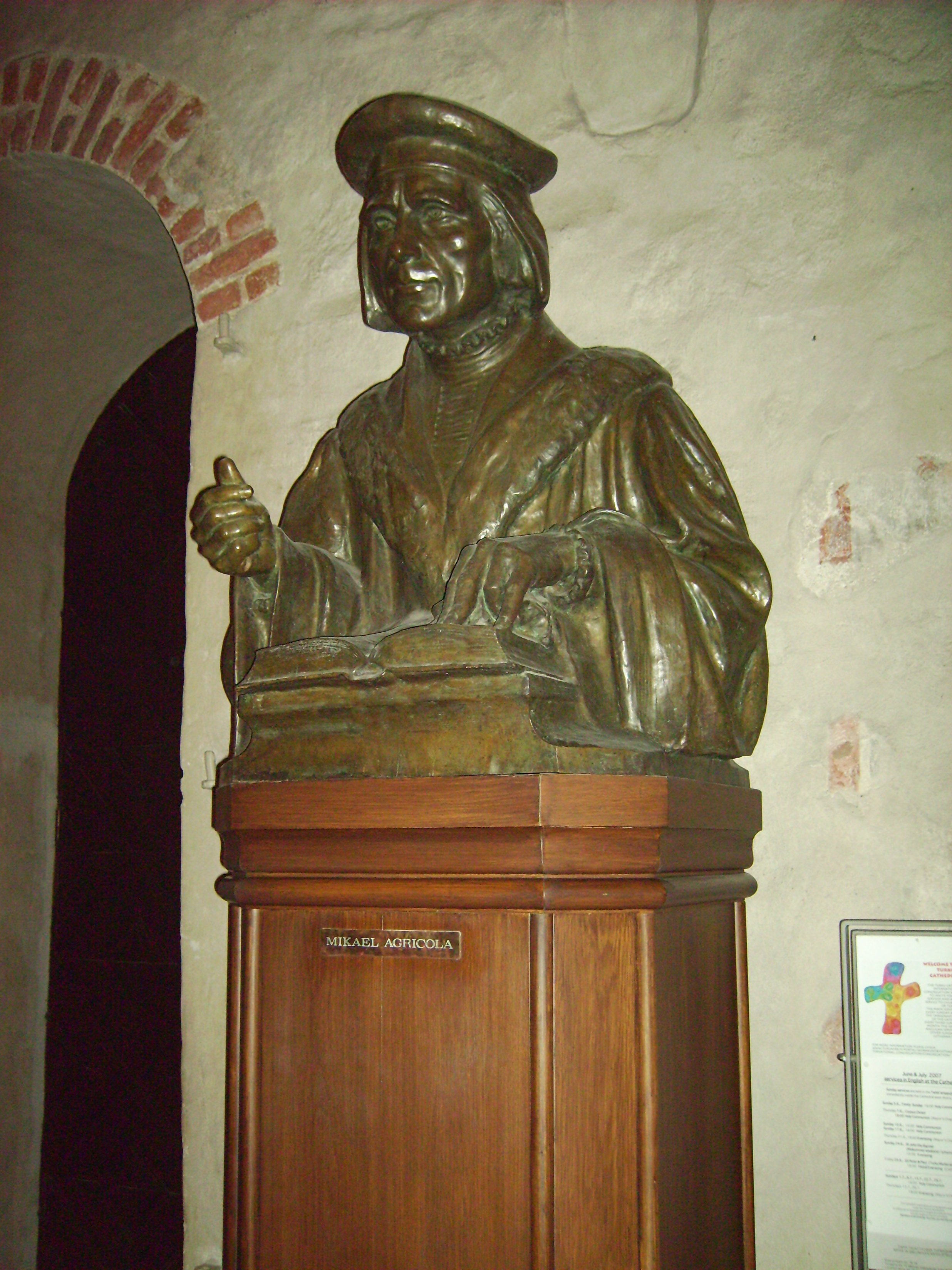
Памятник в Турку
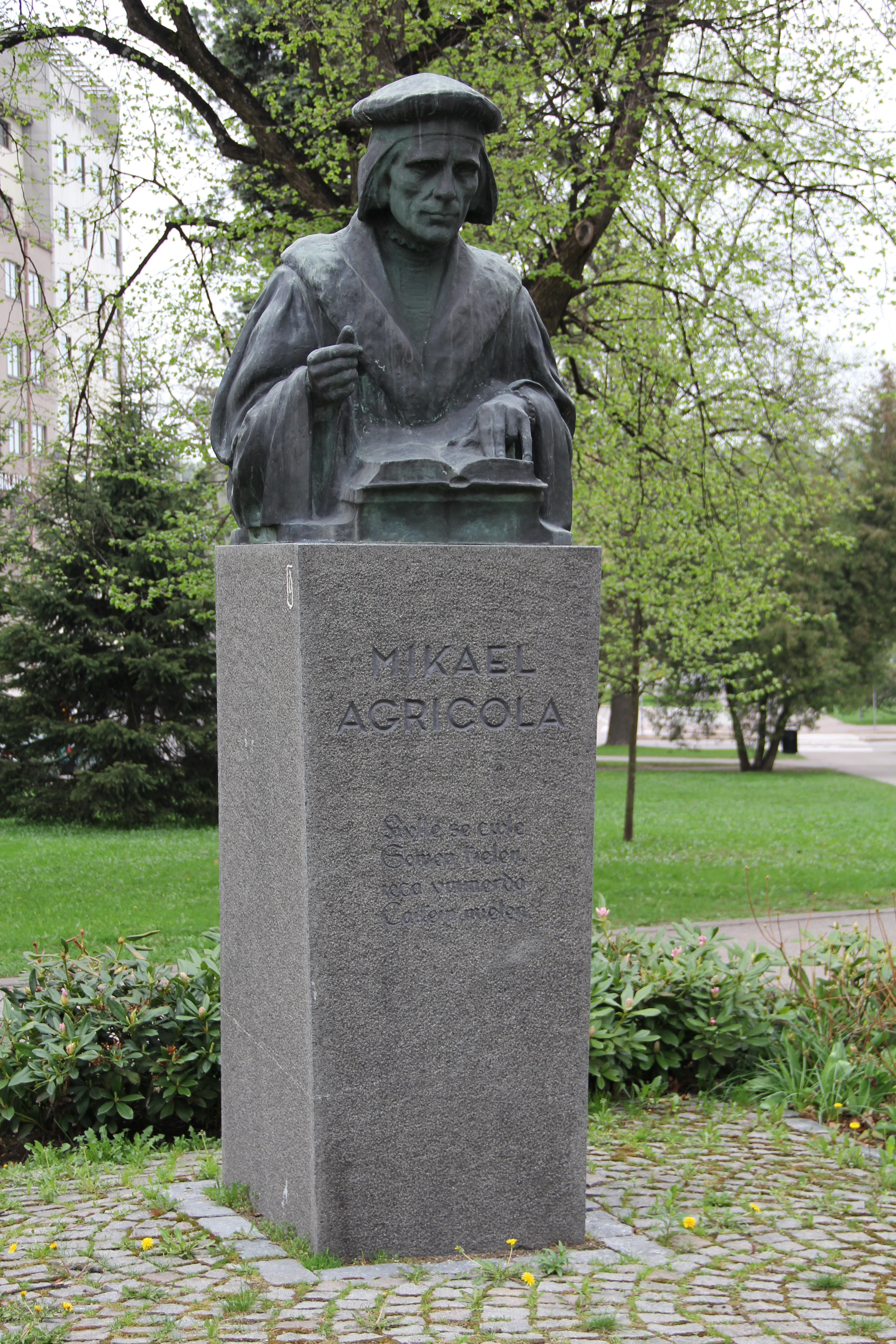
Памятник в Лахти
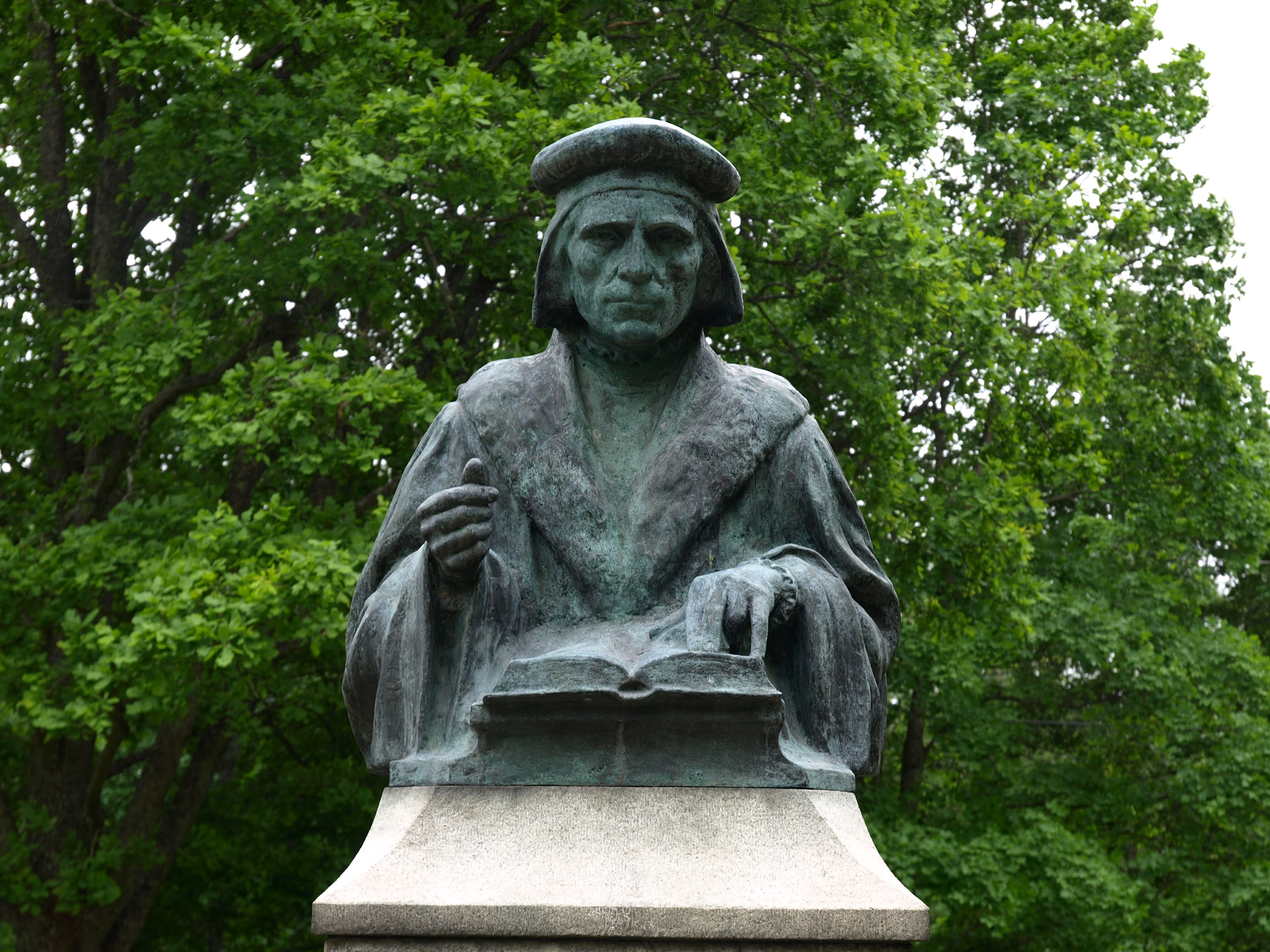
Памятник в Перная